# Japán Atomenergetikai Társaság
A Japán Atomenergetikai Társaság (日本原子力発電, Nihon Gensirjoku Hacuden) eredetileg az atomenergia felhasználásának megkezdésére Japánban alapított társaság, mely jelenleg két különböző helyszínen üzemel. A hivatalos weboldal szerint a JAPC "az egyetlen japán atomerőmű, amely kizárólag nukleáris energiával foglalkozik."
A társaságnak mind a tókai atomerőműben, mind a curugai atomerőműben vannak egységei, ezeken kívül Curugában is terjeszkedik.
A vállalat Japán fő villamosenergia-szolgáltatóinak közös tulajdonában van: ezek a Tokyo Electric Power Company (28,23%), a Kansai Electric Power (18,54%), a Chubu Electric Power (15,12%), a Hokuriku Electric Power Company (13,05%), a Tohoku Electric Power (6,12%), valamint az Electric Power Development Company (J-Power) (5,37%).

## Balesetek
2011. március 11-én számos japán atomreaktor súlyosan megsérült a tóhokui földrengés és szökőár miatt. A tókai atomerőmű villamosenergia-kapcsolata megszakadt a külvilággal, két hűtőszivattyújának, valamint a három vészhelyzeti áramfejlesztője közül kettőnek a meghibásodását észlelték. A külső villamosenergia-kapcsolat csak két nappal a földrengést követően lehetett helyreállítani.

## Uránkészlet-értékesítés
2013 februárjában annak érdekében, hogy pénzt szerezzen a 2013 áprilisában esedékes 40 milliárd jenes kölcsöne visszafizetéséhez, a társaság eladta uránkészletének egy részét. A kölcsönt az uránfelhasználás racionalizálása mellett uránkészlete egy része értékesítésének köszönhetően tudta törleszteni. A Japan Atomic Power nem hozta nyilvánosságra a vevő kilétét.

## Külföldi tevékenységek
Japán első nukleáris exportja egy korábban atomenergiával nem rendelkező országba, Vietnámba irányul majd, a Ninh Thuận 2 atomerőműben négy 1000 MW-os reaktort állítanak üzembe. Az atomerőmű megvalósíthatósági tanulmányát a Japán Atomenergetikai Társaság készíti el. A társaság a projekt megvalósításával kapcsolatban is közreműködik, mint tanácsadó. Az erőművet az International Nuclear Energy Development of Japan Co konzorcium építi, amely 13 japán vállalatot foglal magában. Az erőmű az állami tulajdonban lévő EVN villamosenergia-társaság tulajdonában és üzemeltetésében működik majd. Az első blokkot 2021-ben, a másodikat 2022-ben, a harmadikat 2024-ben, míg a negyediket várhatóan 2025-ben helyezik üzembe.

## Fordítás
- Ez a szócikk részben vagy egészben  a   Japan Atomic Power Company című angol Wikipédia-szócikk ezen változatának fordításán alapul.  Az eredeti cikk szerkesztőit annak laptörténete sorolja fel. Ez a jelzés csupán a megfogalmazás eredetét és a szerzői jogokat jelzi, nem szolgál a cikkben szereplő információk forrásmegjelöléseként.